# 垂心

三角形の3本の垂線と垂心

三角形ABCの垂心は三角形A'B'C'の外心に一致する

初等幾何学における垂心（すいしん、英: orthocenter）は、三角形の3つの頂点から対辺に引いた三本の垂線の交点。

## 性質

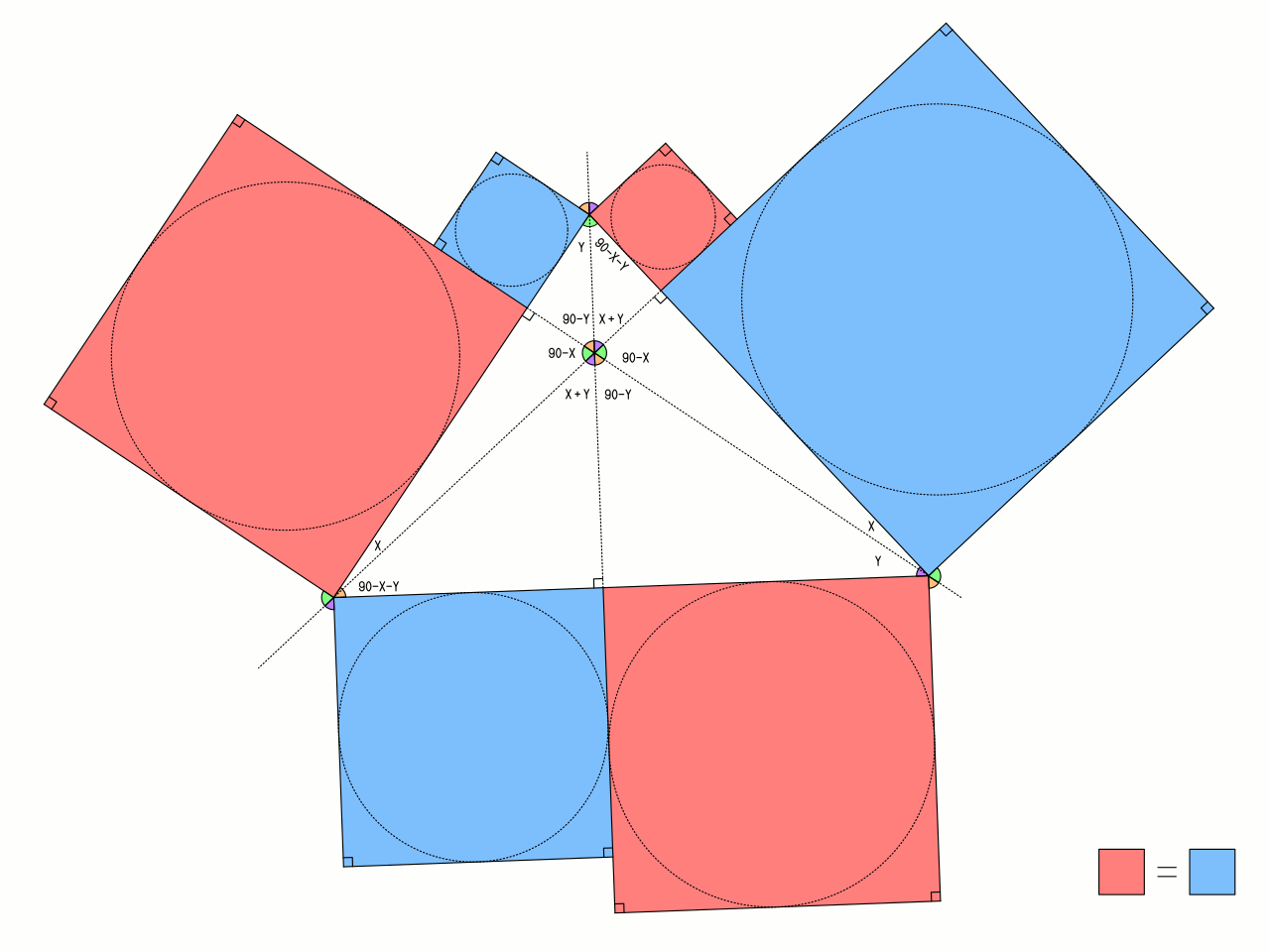
三角形の垂心で交わる３本の頂垂線によって作られる６つの角には、図のように当該三角形の３つの角が２つずつ含まれる。
また、三角形の各辺を頂垂線との交点で分割し、分割後のそれぞれの長さの辺を持つ正方形を作り（６つ）、
図のように時計回りに赤・青・赤・青・赤・青とグループ分けして、赤と青の面積を求めると、両面積は等しくなっている。

3つの頂点を A,B,C、垂心を H、3本の垂線の足を Ha,Hb,Hc とする。
- 重心・外心と同一直線上にある。この線をオイラー線という。
- 直角三角形の垂心は、直角となる頂点である。鈍角三角形の垂心は、その三角形の外部にある。
- 垂心は三角形HaHbHcの内心か傍心となる。
- 垂心と外心の中点は九点円の中心である。
- 三角形ABHの垂心は、Cである。
- {\displaystyle {\overline {AH}}\cdot {\overline {HH_{a}}}={\overline {BH}}\cdot {\overline {HH_{b}}}={\overline {CH}}\cdot {\overline {HH_{c}}}}
- {\displaystyle {\frac {a}{\sin \alpha }}={\frac {b}{\sin \beta }}={\frac {c}{\sin \gamma }}={\frac {AH}{\cos \alpha }}={\frac {BH}{\cos \beta }}={\frac {CH}{\cos \gamma }}=2R}
  - a,b,c は3辺の長さ。α・β・γは3つの角。R は外接円の半径である。
- P を外接円上の点とし、M を PH の中点とする。
  - M は九点円上にある。
  - P におけるシムソン線は M を通る。
- 各頂点ABCを通る対辺に対する平行線を3本とも引き、新たな三角形A'B'C'を作る（右図参照）。このとき、三角形ABCの垂心と三角形A'B'C'の外心は一致する。

## 垂心の座標
座標平面において、3頂点の座標を(xa,ya), (xb,yb), (xc,yc)とすると、垂心の座標は以下のようになる。
{\displaystyle \left({\frac {\left|{\begin{array}{ccc}-x_{b}x_{c}-y_{a}^{2}&y_{a}&1\\-x_{a}x_{c}-y_{b}^{2}&y_{b}&1\\-x_{a}x_{b}-y_{c}^{2}&y_{c}&1\end{array}}\right|}{\left|{\begin{array}{ccc}x_{a}&y_{a}&1\\x_{b}&y_{b}&1\\x_{c}&y_{c}&1\end{array}}\right|}},{\frac {\left|{\begin{array}{ccc}x_{a}&-x_{a}^{2}-y_{b}y_{c}&1\\x_{b}&-x_{b}^{2}-y_{a}y_{c}&1\\x_{c}&-x_{c}^{2}-y_{a}y_{b}&1\end{array}}\right|}{\left|{\begin{array}{ccc}x_{a}&y_{a}&1\\x_{b}&y_{b}&1\\x_{c}&y_{c}&1\end{array}}\right|}}\right).}
3頂点が単位円周上にある場合、以下のように簡単に書くことができる。
(xa+xb+xc,ya+yb+yc)
重心座標による垂心の座標は tanα:tanβ:tanγ となる。